# Siegfried Grimm
Siegfried Grimm (* 1. Dezember 1947) ist ein ehemaliger deutscher Fußballspieler. Für den 1. FC Nürnberg, die SpVgg Bayreuth und die SpVgg Fürth spielte der Abwehr- und Mittelfeldspieler in der zweitklassigen Regionalliga Süd (93 Spiele, zehn Tore) sowie 2. Bundesliga Süd (125 Spiele, elf Tore).

## Sportlicher Werdegang
Grimm entstammt der Jugend des DJK/FC Franken Nürnberg, für den er als Teenager in der Bezirksligamannschaft debütierte. 1967 wechselte er zum 1. FC Nürnberg, wo er fortan für die in der drittklassigen Bayernliga antretende Amateurmannschaft auflief. Nach dem Abstieg des Clubs aus der Bundesliga 1969 rückte er zusammen mit Hans-Jürgen Lehr und Ewald Schäffner in den Regionalligakader auf. Der auch mit weiteren Talenten aus dem Amateurbereich wie Werner Seubert, Heinz Lubanski, Willi Löhr und Dieter Meis erweiterte Kader verpasste unter Trainer Kuno Klötzer in der Spielzeit 1969/70 um einen Punkt als Tabellendritter die Teilnahme an der Aufstiegsrunde zur 1. Bundesliga, in neun Spielen hatte Grimm dabei mitgewirkt. In der folgenden Spielzeit nur noch sechs Mal eingesetzt gelang unter Klötzers Nachfolger Barthel Thomas mit zehn Punkten Vorsprung auf den Karlsruher SC die Meisterschaft in der Südstaffel der Regionalliga. Anfangs als Einwechselspieler, aber ab dem vierten Spiel – nach drei Niederlagen zu Auftakt gab es einen 5:1-Heimsieg gegen den FC St. Pauli – stand er regelmäßig in der Startformation. Letztlich reichte es jedoch mit sieben Punkten nur zu einem enttäuschenden vierten Platz.
Im Sommer 1971 wechselte Grimm innerhalb der Regionalliga gemeinsam mit Schäffner, Christian Rother  und Torhüter Walter Pradt vom FCN zur SpVgg Bayreuth, die in die Regionalliga aufgestiegen war. Hier war er unter Trainer Jenő Vincze auf Anhieb Stammspieler, ehe er nach einer schwachen Leistung beim 0:0-Remis gegen den Freiburger FC am 21. Spieltag ausgewechselt wurde. Bis Ende der Spielzeit 1971/72 rückte er ins zweite Glied und bestritt nur noch drei Kurzeinsätze als Einwechselspieler, insgesamt war er im Saisonverlauf 23 Mal eingesetzt worden und hatte zwei Tore erzielt. Auch zu Beginn der folgenden Spielzeit war er noch Ergänzungsspieler, etablierte sich aber im Saisonverlauf in der Defensive und trug zum Mitmischen im Aufstiegskampf mit, am Rundenende wurde mit drei Punkten Rückstand auf Vizemeister Karlsruher SC der vierte Platz belegt. Das gute Ergebnis wurde mit einem fünften Platz in der Spielzeit 1974/74 bestätigt, so dass die Qualifikation für die 2. Bundesliga geschafft wurde. In der Spielzeit 1974/75 gehörte Grimm neben Rolf Kaul, Günther Klinkisch, Wolfgang Breuer, Manfred Größler, Manfred Lucas und Herbert Horn unter Vincze und dessen Nachfolger Gerhard Happ, der Ende November 1974 übernahm, weiters zu den Stammkräften und führte den Klub mit 35 Zweitligaspielen zum neunten Tabellenplatz, bei der 1:4-Auswärtsniederlage bei SV Darmstadt 98 erzielte er den Ehrentreffer.
Im Sommer 1975 folgte Grimm einem Ruf an den Sportpark Ronhof, wo er sich dem Zweitligakonkurrenten SpVgg Fürth anschloss. Unter Trainer Hans Cieslarczyk war er anfangs Stammspieler und erzielte bei seinem Debüt bei der 1:2-Auswärtsniederlage am 1. Spieltag beim SV Röchling Völklingen die zwischenzeitliche Führung. Nachdem der Klub jedoch nachhaltig am Tabellenende stand, wurde Grimm nach einer 0:2-Heimniederlage gegen TSV 1860 München Opfer einer Personalrochade. Im letzten Saisondrittel kehrte er in die Stammformation zurück, als die Mannschaft sich noch auf den 10. Platz im Endklassement vorkämpfte. Nun hatte er sich als Stammkraft etabliert, wovon auch seine 38 Spieleinsätze in der Spielzeit 1976/77 künden. Mit sieben Saisontoren war er zudem äußerst torgefährlich, vereinsintern übertrafen ihn nur Lorenz Hilkes (14 Treffer), Erich Unger (10 Tore) und Klaus Heinlein (9 Treffer). Nach schwachen Leistungen zu Beginn der folgenden Spielzeit verdrängte Viggo Jensen ihn aus der Startelf, bis 1979 blieb ihm vornehmlich die Rolle des Ergänzungsspielers.
Im Sommer 1979 wechselte Grimm zurück in die drittklassige Bayernliga, wo er sich dem ASV Neumarkt anschloss. Am Ende der Spielzeit 1981/82 stieg er mit dem Klub ab, dem er auch nach dem Abrutschen in die fünftklassige Bezirksliga treu blieb. Ab 1985 war er Spielertrainer beim ASC Boxdorf, mit dem er 1986 in die Bezirksliga aufstieg. Nach dem Ende der aktiven Karriere 1987 blieb er als Trainer im Amt.